# Royaume Nishadha
Les Nishadha ( IAST : Niṣadha) étaient une ancienne tribu de l'Inde qui vivait dans un royaume lui-même nommée Nishada,.

## Histoire
Veerasena était un roi du Nishadha et le père de Nala. Nala, succéda à son père, devenant roi à son tour ; il était le mari de Damayanti et leur histoire est racontée dans le Mahabharata,. Leur histoire est également racontée dans l'épopée sanscrite de Shriharsha intitulée Naishadha Charita.